# 小林かれん
小林 かれん（こばやし かれん、1997年3月23日 - ）は、日本の元グラビアアイドル、元レースクイーン。
東京都出身。アヴィラ所属。

## 略歴・人物
3歳の頃からバレエを始め、続けている。小学校3年まではピアノも習っていた。
2011年にデビュー。2012年9月、ファーストDVD『Angel Kiss〜かれんな気持ち〜』をリリース。
2012年9月、テレビ朝日『全力坂』の中で全力サッカーに出演。
2015年2月現在、9枚のDVDをリリース、またWebTV あっとおどろく放送局『秋葉原･アヴィラ女学園･高等部』にレギュラー出演している。
趣味は、乗馬、ダイビング（初級）、歌。特技は、バレエ、フラフープ、Y字バランス。兄が1人いる。
2012年4月から2015年3月まで都内の高校に通っていた。得意な科目は体育で、苦手な科目は数学。
2018年9月19日、Twitter及びInstagramにおいて、結婚したこと、同年5月末を以ってアヴィラを退所し芸能界を引退したことを表明した。

## 作品

### DVD
- Angel Kiss かれんな気持ち（2012年9月22日、trico）
- 純情かれん（2013年01月25日、シャイニングスターエンターテイメント）
- 空・海・純真かれん!（2013年4月26日、シャイニングスターエンターテイメント）
- 小林かれん 〜16歳の思い〜（2013年7月26日、シャイニングスターエンターテイメント）
- かれんな思い 〜16歳の夏は甘くて苦い…〜（2013年10月25日、シャイニングスターエンターテイメント）
- 恋にかれん（2014年1月24日、イーネットフロンティア）
- ピュア・スマイル（2014年5月23日、竹書房）
- かれんな瞳（2014年8月27日、マックス）
- 恋するかれん〜17歳の夏〜（2014年11月28日、シャイニングスター）
- レモンドロップス（2015年2月20日、ラインコミュニケーションズ）
- Give me a Chance！（2015年9月18日、イーネットフロンティア）
- 19かれん（2017年2月10日、シャイニングスター）

## 出演

### テレビ
- 紺野、今から踊るってよ（2015年8月26日、テレビ東京系列）
- 仮面ライダーゴースト 第36・37話（2016年6月19日・26日、テレビ朝日系列） - マリ 役

### 舞台
- ミュージカル『美少女戦士セーラームーン -Amour Eternal-』（2016年10月 - 11月、AiiA 2.5 Theater Tokyo/キャナルシティ劇場/サンケイホールブリーゼ） - セーラーマーズ/火野レイ 役

### イベント
- 『Angel kiss 〜かれんな気持ち〜』発売イベント 秋葉原ソフマップモバイル館4F　秋葉原ソフマップモバイル館（2012年9月3日）
- 『純情かれん』発売イベント 秋葉原ソフマップモバイル館4F 秋葉原ソフマップモバイル館（2013年2月17日）
- 『空 海 純真かれん』発売イベント 秋葉原ソフマップモバイル館4F（2013年5月12日）

### レースクイーン
- チームエンドレス エンドレスレディ（2014年 - ）

### 雑誌
- ラブベリー（2011年12月）
- ヤングアニマル（2013年3月9日）
- Koh-Boh vol.15（2013年4月3日）
- Gフラッシュ（2013年6月3日）